# Pseudomiza purpurascens
Pseudomiza purpurascens là một loài bướm đêm trong họ Geometridae.